# Musée du vin
Musée du vin (česky Muzeum vína) je muzeum v Paříži, které představuje francouzské vinařství prostřednictvím výstavy nástrojů a předmětů souvisejících s pěstováním vinné révy a výrobou vína. Muzeum bylo otevřeno v roce 1984 v 16. obvodu na adrese Square Charles-Dickens č. 5. Jeho rozloha činí 800 m2.

## Historie
V oblasti pahorku Chaillot, kde se dnes muzeum nachází, se vinná réva pěstovala již v 6. století. V roce 1493 se zde usadili mniši, vystavěli opatství Passy a rovněž se věnovali péči o vinice. Pauláni produkovali víno oblíbené u krále Ludvíka XIII. V kopci byly některé bývalé lomy upraveny na klášterní vinné sklepy. Za Velké francouzské revoluce byl řád v roce 1790 zrušen a opatství spolu s vinařstvím zde zaniklo.

## Muzeum
Muzeum se nachází ve starém středověkém lomu, který sloužil v 15. století jako vinné sklepy. Muzeum vína založila asociace Conseil des échansons de France (Rada francouzských číšníků) v roce 1984 za účelem ochrany a propagace francouzského vína. V následujícím roce bylo muzeum otevřeno veřejnosti.

## Sbírky
Muzeum uchovává na 2150 exponátů (z nichž je 1800 vystaveno) týkajících se vinařství a ochutnávky vína. Zachycují vývoj od 1. století př. n. l. do 19. století. Nacházejí se zde mj. vinařské nástroje, vývrtky, staré lahve, ukázky bednářství a hrnčířství.
Stálá výstava je rozdělena na podle oblastí: vinařské nástroje, vinné sklepy, bednářství, vinařství, předměty k servírování a degustaci vína, tradice regionů.